# برايان كيلي (لاعب اللاكروس)
برايان كيلي (بالإنجليزية: Brian Kelly)‏ هو لاعب اللاكروس أمريكي، ولد في 27 ديسمبر 1980 في وست تشستر ‏ في الولايات المتحدة.